# Consuelo N. Bailey
Consuelo N. Bailey, född 1899, död 1976, var en amerikansk politiker (republikan). 
Hon var viceguvernör i Vermont 1955–1957. Hon var den andra kvinnliga viceguvernören i USA.